# 冼夫人庙
冼夫人庙，位于中国广东省阳江市阳西县上洋镇双鱼村，为阳江市阳西县文物保护单位，类型为古建筑，公布时间为2002年。
冼夫人庙的历史年代为明代。